# Viktor Michajlovič Afanas'ev
Viktor Michajlovič Afanas'ev (in russo Виктор Михайлович Афанасьев?; Brjansk, 31 dicembre 1948) è un cosmonauta sovietico, dal 1990 russo.

## Biografia
Afanas'ev è nato nell'URSS nel territorio dell'attuale Russia, è sposato con Elena Afanas'eva ed ha due figli.

Nel 1980 si è diplomato all'istituto di aviazione Ordžonikidze. Fra il 1970 ed il 1976 è stato un pilota militare, dal 1976 al 1977 ha seguito un corso per piloti collaudatori e, fino al 1988, ha fatto il collaudatore.
Tra il 1985 ed il 1987 ha seguito un corso elementare per lo spazio al Centro di addestramento cosmonauti Jurij Gagarin, nel 1988 ha seguito il corso avanzato. Dal febbraio 1989 in su ha seguito il corso di addestramento per la stazione spaziale russa Mir.
Dal 2 dicembre 1990 al 26 maggio 1991 è stato nella Mir con la missione Sojuz TM-11 durante la quale ha effettuato quattro passeggiate spaziali per un totale di 20 ore e 55 minuti. Dall'8 gennaio al 9 luglio 1994 è stato nuovamente nella Mir con la missione Sojuz TM-18, dove è ritornato anche tra il 20 febbraio 1999 ed il 28 agosto 1999 (Sojuz TM-29).

Il 21 ottobre 2001 è partito alla volta della Stazione spaziale internazionale con la Sojuz TM-33 ed è rientrato il 31 ottobre con la Sojuz TM-32.
Complessivamente ha trascorso in orbita 555 giorni, 18 ore e 33 minuti.